# Luxemburgische Fußballnationalmannschaft (U-21-Männer)
Die luxemburgische U-21-Fußballnationalmannschaft ist eine Auswahlmannschaft luxemburgischer Fußballspieler. Sie unterliegt der Fédération Luxembourgeoise de Football und repräsentiert ihn auf der U-21-Ebene, in Freundschaftsspielen gegen die Auswahlmannschaften anderer nationaler Verbände, aber auch bei den Qualifikationsspielen für die Europameisterschaft des Kontinentalverbandes UEFA. Spielberechtigt sind Spieler, die ihr 21. Lebensjahr noch nicht vollendet haben und die luxemburgische Staatsangehörigkeit besitzen. Bei Turnieren ist das Alter beim ersten Qualifikationsspiel maßgeblich.

## Geschichte
Bisher schaffte es die Nachwuchsmannschaft nicht für eine Europameisterschaft zu qualifizieren. Seit der ersten Teilnahme am Qualifikationsturnier zur EM-Endrunde 1978 haben die Luxemburger in 165 Spielen nur sieben Siege und zwölf Unentschieden geholt, aber 146 Spiele verloren. (Stand vom 25. März 2022) Gleich beim ersten Versuch 1978 war man gegen die Favoriten Portugal und Italien chancenlos und holte null Punkte in vier Spielen. Wobei die Qualifikation mit einer knappen 1:2-Niederlage gegen Portugal am 28. November 1976 recht gut begonnen hatte. Zu Beginn der 1980er Jahre war man zwar bemüht den ersten Sieg zu schaffen, doch mit ziemlich limitierten Mitteln gelang dies nicht. Erst bei der Qualifikationsrunde 1985, am 20. November 1985, schafften die Luxemburger die Sensation und rangen den hohen Favoriten Belgien mit einem 3:1-Sieg zuhause nieder. Trotzdem war dies der einzige Sieg in vier Spielen und die Luxemburger belegten wie bisher in jedem Turnier den letzten Platz. 1989 holte man zwei Unentschieden gegen Belgien und die Tschechoslowakei, während die anderen vier Spiele verloren gingen, sodass Luxemburg wieder nur der letzte Platz belegte.
Die Qualifikationsrunde 1994 und 1996 waren gleichfalls erfolglos, einzig gegen Ungarn und Malta holte man mit zwei 0:0-Unentschieden zwei Punkte. Die anderen 16 Spiele gingen mit teilweise hohen Niederlagen verloren. Erst 2005 holte Luxemburg wieder zwei Punkte gegen Estland, doch wieder reichte er knapp nicht und man musste sich wieder mal mit dem letzten Platz in der Qualifikationsgruppe begnügen. Für die EM-Endrunde 2007 fand zum ersten Mal eine Vorqualifikation statt, in der die Luxemburger gegen Mazedonien chancenlos waren und mit 0:5 unterlagen. Auch 2009 verbesserte sich die Mannschaft nicht und kam mit einem Torverhältnis von 1:32 in acht Spielen und null Punkten unter die Räder. Am 27. März 2009 gewannen die Luxemburger mit dem 0:0 gegen Wales endlich wieder einen Punkt. Die größte Sensation wurde am 4. September 2009 geschafft: Es wurde der erst zweite Sieg der U-21 Mannschaft von Luxemburg in einem Qualifikationsturnier geschafft. Man gewann mit 1:0 auswärts bei Bosnien-Herzegowina und holte zum ersten Mal überhaupt einen Sieg in einem fremden Stadion. Mit vier Punkten aus acht Spielen blieb für Luxemburg trotzdem wie bisher immer nur der letzte Platz übrig.
In der Qualifikation zur Europameisterschaft 2019 konnte Luxemburg zwei Siege (1:0, 1:0) gegen Bulgarien und ein Unentschieden (1:1) zuhause gegen Slowenien erreichen. Totz dieser sieben Punkte blieb am Ende wiederum nur der letzte Platz der Gruppe 9. Auch in der folgenden EM-Qualifikation 2021 gewann man zwar das Heimspiel gegen Armenien (2:1), doch erneut wurde man Gruppenletzter.

## Teilnahme bei U-21-Europameisterschaften
| 1978                       | nicht qualifiziert |
| 1980                       | nicht qualifiziert |
| 1982                       | nicht qualifiziert |
| 1984                       | nicht qualifiziert |
| 1986                       | nicht qualifiziert |
| 1988                       | nicht qualifiziert |
| 1990                       | nicht qualifiziert |
| 1992                       | nicht qualifiziert |
| 1994 in Frankreich         | nicht qualifiziert |
| 1996 in Spanien            | nicht qualifiziert |
| 1998 in Rumänien           | nicht qualifiziert |
| 2000 in der Slowakei       | nicht qualifiziert |
| 2002 in der Schweiz        | nicht qualifiziert |
| 2004 in Deutschland        | nicht qualifiziert |
| 2006 in Portugal           | nicht qualifiziert |
| 2007 in den Niederlanden   | nicht qualifiziert |
| 2009 in Schweden           | nicht qualifiziert |
| 2011 in Dänemark           | nicht qualifiziert |
| 2013 in Israel             | nicht qualifiziert |
| 2015 in Tschechien         | nicht qualifiziert |
| 2017 in Polen              | nicht qualifiziert |
| 2019 in Italien/San Marino | nicht qualifiziert |
| 2021 in Slowenien/Ungarn   | nicht qualifiziert |
| 2023 in Rumänien/Georgien  | nicht qualifiziert |
| 2025 in der Slowakei       | nicht qualifiziert |

Bemerkung: Zwischen 1978 und 1992 wurde die Endrunde einer U-21-Europameisterschaft nicht in einem Land ausgetragen, sondern durch Hin- und Rückspiele in den jeweiligen teilnehmenden Nationen absolviert.

## Aktueller Kader
(Stand: 1. August 2025)
| Position   | Name                       | Verein                        | Geburts- datum |
| ---------- | -------------------------- | ----------------------------- | -------------- |
| Torhüter   | Fabian Heck                | 1. FC Kaiserslautern II       | 21. Apr. 2005  |
| Torhüter   | Joao Alves Margato         | FC Progrès Niederkorn         | 17. Dez. 2005  |
| Torhüter   | Noah Scheidweiler          | Toledo Villa FC               | 29. Aug. 2004  |
| Abwehr     | Massimo Agostinelli        | FC Ingolstadt 04 II           | 12. Apr. 2005  |
| Abwehr     | Lionel Amou                | CS Fola Esch                  | 24. Feb. 2005  |
| Abwehr     | Paddy Bock                 | FC UNA Strassen               | 18. Nov. 2005  |
| Abwehr     | Hugo Da Cunha Costa        | FC Wiltz 71                   | 7. Juli 2005   |
| Abwehr     | Sofiane Ikene              | FC Rot-Weiß Erfurt            | 22. Juli 2005  |
| Abwehr     | Clayton Irigoyen           | FV Illertissen                | 18. Feb. 2005  |
| Abwehr     | Fabio Lohei                | Eintracht Trier               | 12. Apr. 2005  |
| Abwehr     | Yohann Torres              | FC Rodingen 91                | 6. Dez. 2004   |
| Mittelfeld | Aiman Dardari              | FC Augsburg II                | 21. März 2005  |
| Mittelfeld | Ivan Englaro               | F91 Düdelingen                | 11. Dez. 2004  |
| Mittelfeld | Miguel Fernandes Goncalves | FC 08 Homburg                 | 18. Aug. 2004  |
| Mittelfeld | Flavjo Hoxha               | Borussia Mönchengladbach U-19 | 28. Okt. 2006  |
| Mittelfeld | Hugo Luis Afonso           | Eintracht Braunschweig II     | 28. Jan. 2005  |
| Mittelfeld | Dino Sabotic               | Union Titus Petingen          | 19. Apr. 2006  |
| Angriff    | Abdulai Djabi Embalo       | Virtus Entella                | 30. Juni 2005  |
| Angriff    | Leon Elshan                | Jeunesse Esch                 | 22. Sep. 2004  |
| Angriff    | Tim Flick                  | Jeunesse Esch                 | 23. Nov. 2005  |
| Angriff    | Selim Turping              | FC Zürich U-21                | 12. Nov. 2004  |
| Angriff    | Jayson Videira Pereira     | 1. FSV Mainz 05 II            | 17. Feb. 2005  |

## Trainer
unvollständig
- Marcel Bamberg (2000–2002)
- Henri Bossi (2002–2004)
- Ronny Bonvini (2004–2006)
- Roland Schaack (2006–2009)
- Luc Holtz (2009–2011)
- Reinhold Breu (2011–2015)
- Manuel Cardoni (2015–2023)
- Dan Huet (seit 2023)

## Ehemalige und bekannte Spieler
Auswahl
- Florian Bohnert
- Mathias Jänisch
- Aurélien Joachim
- Kim Kintziger
- Joël Kitenge
- David Turpel